# Oude Maas
L'Oude Maas (tradotto in italiano: Vecchia Mosa) è un fiume dei Paesi Bassi nel bacino del delta del Reno, della Mosa e della Schelda. Separa l'isola di IJsselmonde dalle isole di Hoeksche Waard, Voorne e Putten ed è lunga 30,2 chilometri.

## Geografia
Il fiume inizia presso Dordrecht, dove la Beneden Merwede si divide in Oude Maas e Noord. L'Oude Maas ha due affluenti: il Dordtsche Kil e lo Spui. Il fiume termina presso Vlaardingen, dove, unendosi con lo Scheur, forma il Nieuwe Waterweg.
Lungo il percorso dell'Oude Maas si trovano le città di Dordrecht, Zwijndrecht, Puttershoek, Barendrecht, Heinenoord, Oud-Beijerland, Rhoon, Poortugaal, Hoogvliet e Spijkenisse.

## Storia
In tempi passati questo fiume corrispondeva alla parte terminale della Mosa. Dopo la deviazione del corso storico della Mosa e la creazione della Afgedamde Maas (tradotto in italiano: Mosa Sbarrata) e lo sviluppo della Bergsche Maas nei pressi di Geertruidenberg, il fiume forma solamente uno dei corsi inferiori del delta del Reno.